# Josep Sunyol
Josep Sunyol i Garriga (Barcellona, 21 luglio 1898 – Sierra de Guadarrama, 6 agosto 1936) è stato un politico e dirigente sportivo spagnolo, della Catalogna, presidente del Futbol Club Barcelona e della RACC, la Real Automòbil Club de Catalunya.

## Biografia
Membro della Sinistra Repubblicana di Catalogna, fu eletto deputato alle Cortes Generales nel febbraio 1936. Un anno prima era diventato presidente del FC Barcelona. Nel 1933 era stato eletto presidente del RACC, incarico che aveva ricoperto fino al novembre 1934. Nell'agosto del 1936, con l'inizio della guerra civile spagnola, fu vittima di un'imboscata nella Sierra de Guadarrama presso Guadalajara, nei dintorni di Madrid, e fu fucilato dalle truppe franchiste.